# Авто-тролінг
Авто-тролінг, кіберзалякування над собою, цифровий Мюнхгаузен або цифрове самоушкодження — є формою саморуйнівної поведінки в Інтернеті. Зазвичай це роблять підлітки, які публікують фальшиві образи в соціальних мережах, нападаючи на себе, щоб привернути увагу та співчуття до себе. Дослідження 2012 року показало, що близько 35 відсотків тих, хто робив це, почувалися краще. Дослідження 2016 і 2019 років виявили зростання поширеності таких захоплень серед американських підлітків з 6 до 9 відсотків. У дослідженні 2011 року хлопці частіше, ніж дівчата, зізнаються в цифровому самозалякуванні. У дослідженні 2022 року, опублікованому дослідниками Джастіном Патчіном, Саміром Гіндуджою та Раяном Мелдрамом, молодь із США, яка застосовувала цифрові самоушкодження, у п'ять-сім разів частіше думала про самогубство та у дев'ять-п'ятнадцять разів частіше робили спробу самогубства.
У Великій Британії у 2009 році жінка отримала попередження за те, що вона тролила себе у Facebook, а потім ув'язнили на 20 місяців за повторні порушення протягом 2011–2012 років.